# Lanterna di Trieste
La Lanterna di Trieste è un faro in cima al Molo Fratelli Bandiera, all'estremità ovest della città, delimitante l'ingresso al porto vecchio.

## Storia
La costruzione del faro, che entrò in funzione l'11 febbraio 1833, fu voluta dal governatore della città Carlo Zinzendorf, su progetto di Matteo Pertsch.
Con la costruzione, nel 1927, del faro della Vittoria sul poggio di Gretta, la Lanterna smise di avere l'originaria rilevanza. Fu disattivato quindi come faro il 25 novembre 1969. Oggi l'elenco Fari e Fanali dell'Istituto idrografico della Marina lo indica come "Inattivo".
Il faro, dal 1992, è anche sede della sezione di Trieste della Lega Navale Italiana.
Il faro è utilizzato come logo della Theresianer, marca di birra austro-ungarica fondata nella stessa Trieste.

## Architettura
Il gruppo ottico è sorretto da una colonna in pietra a base cilindrica che si erge da una Torre Massimiliana merlata con due ordini di troniere. Oltre alla funzione di faro, infatti, la costruzione doveva svolgere anche una funzione di difesa del porto. Le fondazioni del faro poggiano su quello che una volta era lo Scoglio dello Zucco.

## Galleria d'immagini

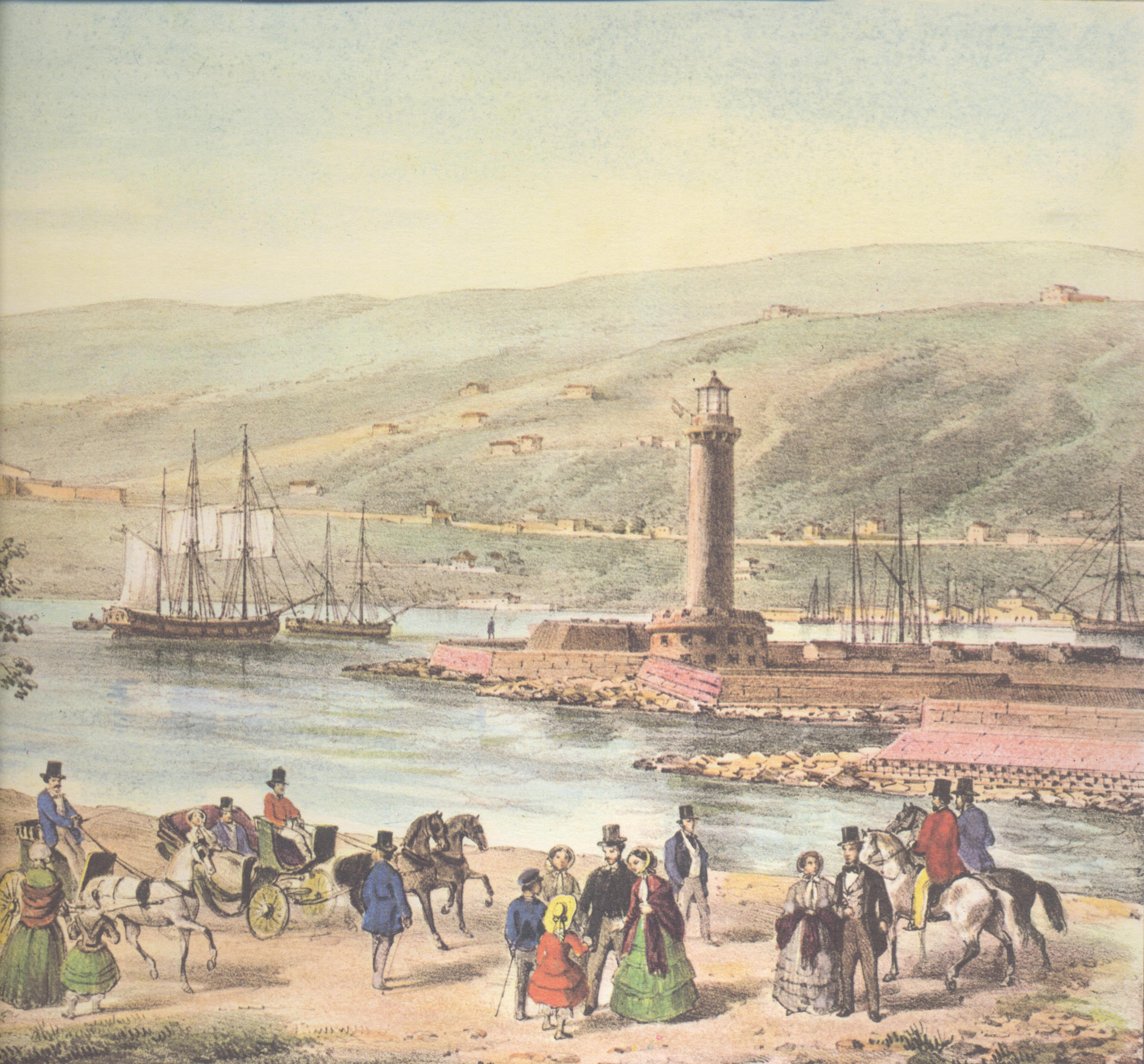
La Lanterna in un disegno del 1854.
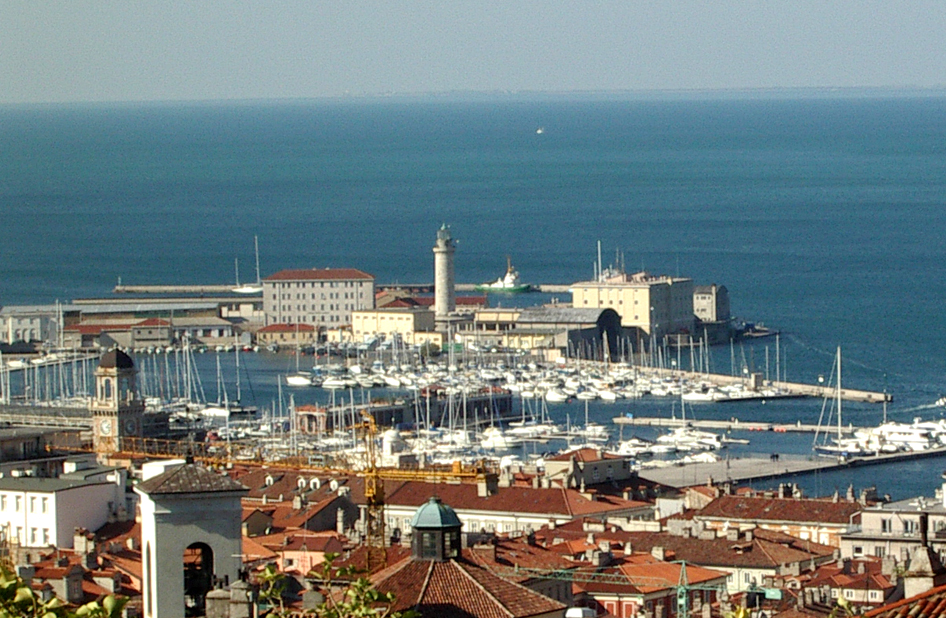
La Lanterna oggi.